# Marxen
Marxen là một đô thị thuộc huyện Harburg, bang Niedersachsen, Đức. Đô thị này có diện tích 13,31 km².